# George Francis Eaton
George Francis Eaton (ur. 30 maja 1872, zm. 6 listopada 1949) – amerykański osteolog, w latach 1902–1920 kustosz działu osteologii w, należącym do Uniwersytetu Yale, Peabody Museum of Natural History.
W 1911 był członkiem słynnej, kierowanej przez Hirama Binghama III ekspedycji) do Peru, podczas której na nowo odkryto ruiny Machu Picchu. Eaton wśród ludzkich szkieletów w odkrytych grobowcach odnalazł, przeanalizował pochodzenie i opisał czaszki nieznanego, wymarłego przed stuleciami, kuskoszczura inkaskiego (gatunku gryzonia z rodziny szynszyloszczurowatych).